# Gertrude Montet Girard
Gertrude Montet Girard, née le 9 janvier 1913 à La Tour-de-Peilz et décédée le 25 novembre 1989 à Vevey, est une journaliste, femme politique et féministe suisse. Membre du Parti radical-démocratique (PRD), elle siège au Conseil national de 1974 à 1983.

## Biographie
Gertrude Montet Girard est la fille de Frédéric Montet, maître ramoneur, et de Fanny Murisier. Grandissant dans une famille protestante libérale, elle se rêve infirmière, mais une jambe atteinte par la poliomyélite l'en empêche. Elle opte alors pour un apprentissage de couturière modiste. Elle parfait cette formation à Paris au début des années 1930, puis épouse un catholique, Pierre Girard, propriétaire d'une entreprise de peinture, en 1936, à une époque où la Suisse compte peu de mariages mixtes et prend le nom Gertrude de Montet-Girard. Après son mariage, elle travaille dans l'entreprise de son mari et a trois enfants, une fille et deux garçons.
Dans les années 1960, elle collabore pour la Radio Suisse Romande et contribue régulièrement à la revue Femmes suisses et le mouvement féministe. Engagée dans le mouvement pour le suffrage féminin dès 1957, elle dirige la fédération cantonale des associations vaudoises pour le suffrage des femmes de 1960 à 1968. De 1968 à 1977, elle est présidente centrale de l'Association suisse pour le suffrage féminin (à partir de 1971 Association suisse pour les droits de la femme). Sous sa direction, l'association proteste en 1968 contre la signature de la Convention européenne des droits de l'homme, car le rapport du Conseil fédéral comportait une réserve due à l'absence de droits politiques pour les femmes. Cette intervention permet d'accélérer la rédaction d'un nouveau projet de loi visant à introduire le droit de vote des femmes. L'association est également impliquée dans ce processus. Dans la période précédant la votation du 7 février 1971, Gertrude Montet Girard s'implique dans le comité de campagne en faveur du projet. En tant que Vaudoise, elle obtient le droit de vote et d'éligibilité dans les affaires cantonales et communales à partir de 1959.
En 1961, elle est élue au conseil communal (législatif) de La Tour-de-Peilz. En 1971, elle se présente aux élections du Conseil national sur la liste du Parti radical-démocratique (PRD). Elle entre au Conseil national en 1974 comme viennent-ensuite. En 1983, elle démissionne après avoir été réélue à deux reprises. Au Conseil national, elle s'est principalement occupée des questions de politique économique et sociale. De 1975 à 1983, elle est membre de la délégation parlementaire auprès du Conseil de l'Europe. En 1976, elle est élue présidente de la Commission fédérale contre l'alcoolisme. En 1983, Gertrude Montet Girard reçoit le prix Ida Somazzi pour ses services dans la lutte pour l'égalité politique.
En 1988, elle reprend son nom de Montet Girard. Une allée porte son nom à La Tour-de-Peilz depuis le 3 février 2021.